# Змийско вино
Змията се смята за символ на мъдростта и дълголетието в Югоизточна Азия. За да получиш тази сила, трябва да изпиеш разтвор, в който е престояла змия. Ето защо шедьовъра на източното производство на вино е виното със змии. За първи път такова вино е започннало да се произвежда във Виетнам, след което се е разпространило из цяла Югоизточна Азия, като с най-голяма популярност се ползва сред японците.
Напитката се слави със своите целебни свойства. Тези свойства на змийската отрова са известни на хората от древни времена.
За приготвяне на змийско вино се използват кобри и други редки видове змии. Основната съставка на виното е змийската отрова, която се разтваря в алкохола. Тя има протеинова основа и се неутрализира под действието на спирта. Колкото по-силна е отровата, толкова по-въздействащо е виното.
Змията се поставя в съд с вино и се оставя така няколко месеца. Полученото вино се пие от малки чашки на неголеми глътки.
Интересното е, че освен змия във виното може да се сложи скорпион, дори гущер. За разнообразие се прибавят билки и лекарствени корени. Те могат да усилят лечебните свойства на виното, като допълнително тонизират организма и му въздействат антибактериално.
Змийското вино е алкохолна напитка, произведена чрез вливане на цели змии в оризово вино или зърнен алкохол. Произхожда от Виетнам и се среща в цяла Югоизточна Азия.
Обикновено се използват отровни змии, без да е оставена отрова в месото им, но в някои случаи нарочно се оставя определено количество отрова, за придобиване на
специфичен вкус. Змията трябва да ферментира определено време в бутилката, която е пълна с алкохол, обикновено в оризово вино. Виното е силно и тонизиращо и затова се пие в малки стъклени чаши.

## Разновидности
Различни видове змии, малки или големи се поставят в буркан с алкохол. Във виното могат да се добавят телесни течности на змия и други органи. Виното се разпространява и в Китай.